# Inverness
Inverness je skotské město ležící na řece Ness, u známého jezera Loch Ness. Je správním centrem správní oblasti Highland. Často se mu také říká „hlavní město Vysočiny“. Inverness má přibližně 50 tisíc obyvatel a je kulturním, hospodářským a administrativním střediskem celé oblasti, kde se rychle rozrůstá jak obchod, tak turistika, a to i díky cca 13 km vzdálenému letišti.
V minulosti to byl důležitý opěrný bod pro mocenskou kontrolu skotské Vysočiny (Highlands). Zámek tyčící se nad řekou, která protéká středem města, byl zničen roku 1745 jakobity a administrativní centrum se přesunulo do městského soudního dvoru. Město má ve svém centru několik pozoruhodných budov, pocházejících z georgiánského a viktoriánského slohu.
Ve městě se nachází profesionální fotbalový klub – Inverness Caledonian Thistle FC.

## Historie
Jedny z prvních zmínek v historii města pochází z období vlády Piktů. V roce 565 navštívil Inverness sv. Kolumba, aby napomohl piktskému králi Brideiovi I. (vláda 554–584; † asi 586) konvertovat ke křesťanství. Později, v roce 1715 zde působili jakobité a vystavěli zde původní pevnost Fort George, která byla po zbourání vystavěna nově směrem na severovýchod od města.

## Významné historické budovy

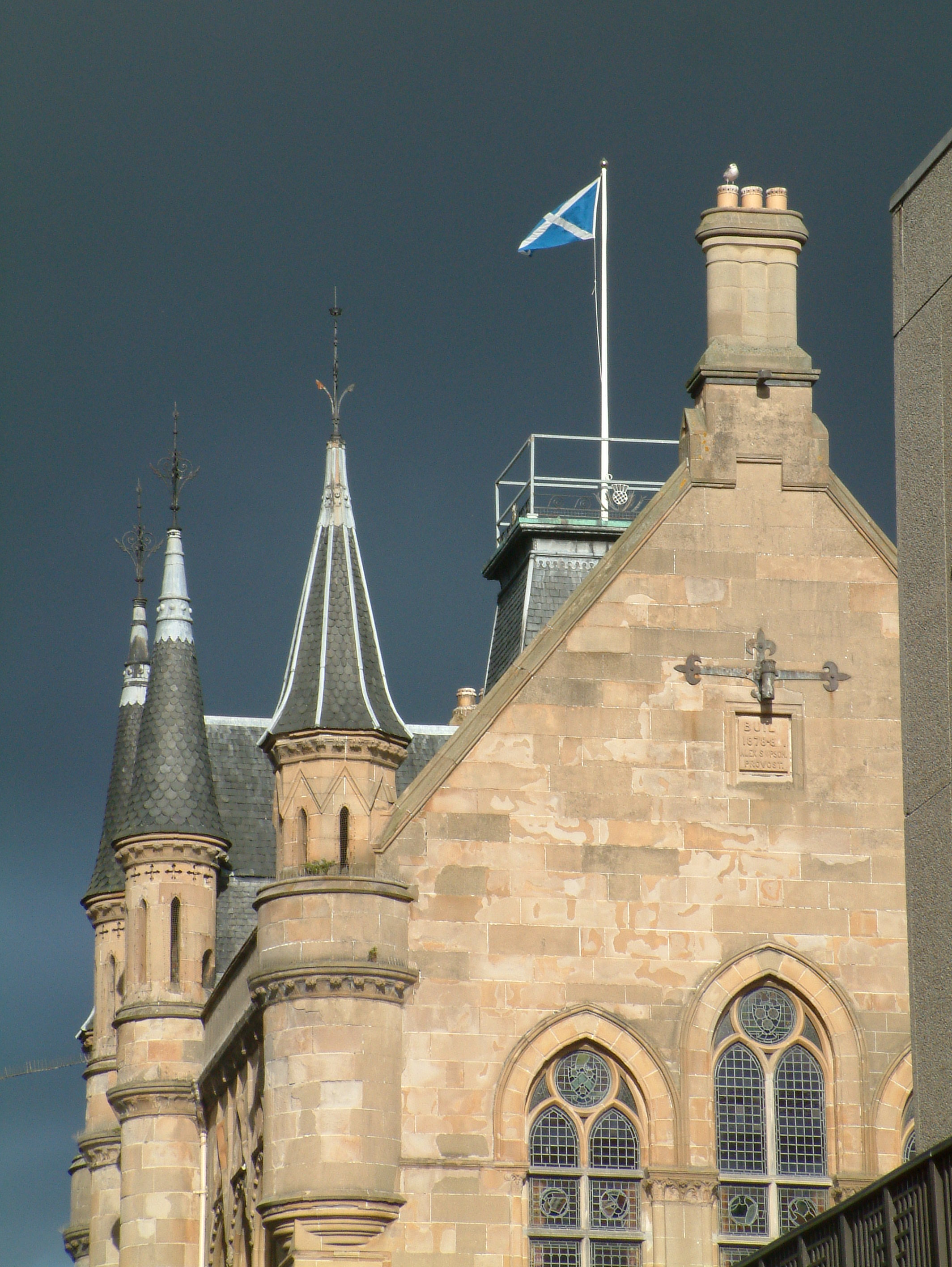
Detail architektury budovy radnice

- Old Gaelig Church – Starý gaelský kostel, postaven roku 1649, ve kterém se v dnešní době nachází antikvariát a občerstvení.
- Dunbar's Hospital – Budova pojmenovaná po starostovi Alexandru Dunbarovi, postavená 1668.
- Inverness Castle – Místní hrad z 12. století, historicky spojen hlavně s jakobity.
- Old High Church – Původní kostel města Inverness, zasvěcený sv. Marii z 12. století.
- Town House – Radnice z roku 1882.
- Tollbooth Steeple – Zvonice vysoká 45 metrů, postavená vedle historické věznice.
- Knihovna – Knihovna vybudovaná roku 1841.
- Katedrála – Byla vystavěna v letech 1866 až 1869.
- Další kostely – Free North Church, St Mary's, St Columba's High Church

## Partnerská města
- Augsburg, Německo
- Inverness, Florida, USA
- La Baule, Francie
- St Valery-en-Caux, Francie